# 프롬 (가수)
프롬(Fromm, 1985년 7월 24일 ~ )은 대한민국의 가수이다. 본명은 이유진이다. 2012년 싱글 앨범 '사랑 아니었나'로 정식 데뷔를 했다.

## 음반 목록
정규
- 2013년 : Arrival
- 2015년 : MOONBOW

EP
- 2016년 : Erica

싱글
- 2012년 : 사랑 아니었나
- 2013년 : 너와 나의
- 2014년 : 낮달
- 2014년 : 그녀의 바다
- 2015년 : 달밤댄싱 Single Mix
- 2016년 : 반짝이던 안녕
- 2016년 : 달의 뒤편으로 와요

OST
- 2015년 : 영화 몽골리안 프린세스 OST (With 홍지현, 최수연)
- 2015년 : 처용 2 (OCN 일요드라마) OST - Part.3
- 2017년 : 7일의 왕비 (KBS2 수목드라마) OST - Part.5

기타
- 2011년 : 쇼머스트 옴니버스
- 2013년 : Found Tracks Vol.34
- 2014년 : Found Tracks Vol.46
- 2014년 : 해녀, 이름을 잇다
- 2016년 : Found Tracks Vol.61